# Pentagón Jr.
Pentagón Jr. (n. 26 februarie 1985, Xalapa, Estado de Veracruz, Mexic) este un luchador enmascarado⁠(d) mexican (luptător profesionist mascat). El este semnat cu WWE, unde evoluează în Raw sub numele de ring Penta. El este cel mai bine cunoscut pentru timpul său în compania mexicană Lucha Libre AAA Worldwide (AAA) și promoțiile americane Lucha Underground, Impact Wrestling, All Elite Wrestling (AEW) și Ring of Honor (ROH). El este fratele mai mare al lui Fénix, lucrând împreună ca The Lucha Bros.
Pentagón și-a început cariera de wrestling în Mexic în 2004. În 2010, s-a alăturat AAA, unde a obținut un succes semnificativ, devenind campion latino-american, campion la echipe mixte, campion mondial la echipe și câștigând prestigiosul turneu Rey de Reyes în 2016. Din 2014 până în 2018, a luptat în Lucha Underground, un serial TV de wrestling în care este fost Campion Gift of The Gods și Lucha Underground Champion. Acest lucru l-a determinat pe el și pe fratele său să lucreze pentru mai multe promoții în Statele Unite. În anul următor, au lucrat pentru Impact, Pro Wrestling Guerrilla și Major League Wrestling, printre alte promoții, câștigând mai multe titluri de echipă cu Fenix. De asemenea, a câștigat  Impact World Championship.
Din 2019 până în 2024, Pentagón a lucrat în AEW cu fratele său și ca parte a echipei Death Triangle cu Pac. A câștigat  AEW World Trios Championship, AEW World Tag Team Championship și  ROH World Tag Team Champion.
Numele său real este necunoscut, așa cum este adesea cazul luptătorilor mascați din Mexic, unde viața lor privată este ținută secretă față de fanii de lupte.